# Kay

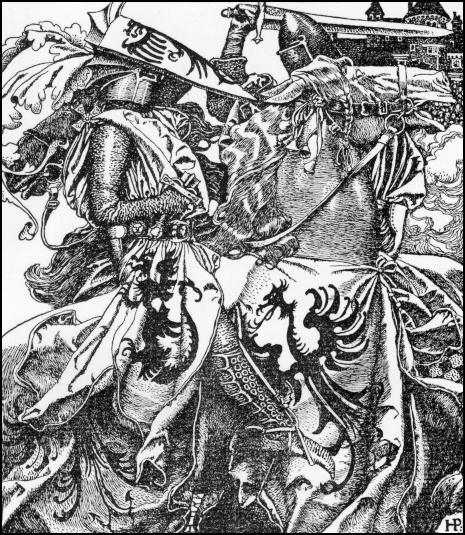
Kay quebra sua espada em um torneio, gravura de Howard Pyle

Nas Lendas do Arturianas, Kay ou Caio (Galês:Cai, Cei ou  Kei, Latim: Caius ou Gaius) é filho de Heitor e irmão  adotivo do Rei Arthur . Também foi um dos primeiros Cavaleiros da Távola Redonda. Modernamente, tal como em relação a outros cavaleiros do Ciclo Arturiano, começou-se a designar Kay com o prefixo de nobre britânico "Sir", mas isso não é inteiramente correcto.
Posteriormente na literatura ele é conhecido por sua língua ácida e  comportamento rústico, mas nos contos anteriores era um dos principais  guerreiros de Artur. Junto a Bedivere, com quem é frequentemente  associado, Kay é um dos primeiros personagens associados com Artur.

## Kay, Cavaleiro da Távola Redonda
Kay está sempre presente a literatura Arturiana, mas raramente passa algo além  do que ser um fracassado aos outros personagens. Embora ele manipule o rei  para seus propósitos, sua lealdade a Artur não é questionada. Em o Ciclo  Vulgate, Pós-Vulgate e Le Morte d'Arthur de Malory, o pai de Kay,  Heitor adota o pequeno Artur após Merlin tomá-lo de seus pais, Uther e Igraine. Heitor os cria como irmãos, mas a descendência de Artur é  revelada quando retira a Espada da Pedra em um torneio em Londres. Artur servia como escudeiro a Kay, recém nomeado como cavaleiro, quando perdeu a  espada de seu irmão e usa a Espada da Pedra para substituí-la. Kay, com seu  oportunismo característico, tenta chamar para si o feito de retirar a espada  da pedra, fazendo-se o Rei dos Bretões, porém cede e admite que  fôra Artur. Ele se torna um dos primeiros cavaleiros da Távola Redonda e serve seu irmão adotivo como escudeiro pelo resto da vida.
O pai de Kay é chamado de Heitor na literatura recente, mas nos contos galeses  é nomeado como Cynyr Fork-Beard. Chrétien de Troyes menciona que tinha um  filho chamado Gronosis, que era versado no mal, enquanto que o galês o dá um  filho e uma filha chamados Garanwyn e Celemon. Romances raramente surgem na  vida amorosa de Kay com uma exceção de Girart d'Amiens' Escanor, que  detalha seu amor por Andrivete de Northumbria, em que deve defendê-la  das maquinações políticas do tio dela antes que casem.

## O Kai Galês
Na literatura galesa, onde é chamado de "Cai Hir" ("Kay o Alto"), ele é  poderoso e um campeão de temperamanto acalorado. Ele e Bedivere são dois dos  seis cavaleiros escolhidos para acompanhar Culhwch na sua saga no romance Mabinogion Culhwch e Olwen (outro é Gwalchmei, ou  Gawain), e mostra valentia e heroísmo como o assassínio do gigante Wrnach,  resgatando Mabon, filho de Modron, de su aprisão aquática e usar a  correia de um cão para barbear Dillus o Barbudo. Habilidades superhumanas são  atribuídas a Cai na literatura galesa; o poema Pa Gur cita que ele  lutou com um gato monstruoso, e as Tríades Galesas o nomeam como um dos  "Três Cavaleiros Encantados da Bretanha", clamando que ele tinha a habilidade  de crescer tão alto quanto uma árvore. Em Culhwch o teimoso Cai tem uma  briga com Artur, que escreve uma canção fazendo pilhéria da vitória sobre  Dillus o Barbado, mas noutras partes ele é o fiel companheiro de Artur.

## Kay na lenda posterior
Kay e Bedivere aparecem na  Historia Regum Britanniae de Geoffrey de Monmouth, e ajuda Artur na derrota ao gigante do Monte Saint Michel.  Geoffrey faz Kay the conde de Anjou e mordomo de Artur, um ofício  que mantém na literatura seguinte.
Nos trabalhos de Chrétien de Troyes, Kay assume as características com que  é mais associado atualmente. Mantém o temperamento exaltado e impetuoso da  literatura galesa, mas é mais ou menos um fanfarrão incompetente. Chrétien o  usa como zombeteiro e cridos de casos; um fracassado para os cavaleiro heóicos  como Lancelot, Ivain, ou Gauvain. Ele zomba ca cortesia  cavalheiresca de Calogrenant em Ivain, o Cavaleiro do Leão,  engana Artur em deixá-lo tentar salvar Guinevere de Maleagant em Lancelot, o Cavaleiro da Carruagem, que termina sem sua humilhação e derrota. Em Perceval, a História do Graal, Kay se enraivece  com o inocente Perceval e estapeia uma virgem que diz que se tornará o  melhor cavaleiro de todos; Perceval a inga quando quebra o ombro de Kay.  Wolfram von Eschenbach, que conta a mesma história em Parzival,  diz ao leitor para não julgar Kay tão duramente e que suas palavras duras serviram para manter a ordem da corte.
Os literatos apontam o escárnio de Kay como uma capa de um personagem  jactancioso que nunco o torna um palhaço, covarde ou traidor, exceto no  romance do Graal Perlesvaus, onde assassina o filho de Artur Loholt e e junta com os inimigos do rei. Este comportamento estranho é uma  anomalia, entretanto, a figura de Kay tente meramente a crueldade e malícia,  como em Roman de Yder ou Iwein de Hartmann von Aue humorístico e burlesco e mesmo carinhoso, como em Durmart le Gallois  no Escanor de Girart d'Amiens.
Estranhamente, dada sua ubiquidade, a morte de Kay não frequentemente  noticiada. Na literatura galesa se menciona que fôra morto por Gwyddawg e vingado por Artur. Em Geoffrey de Monmouth e o Alliterative Morte Arthure, hele é morto em uma guerra contra o Império Romano pelo imperador Lucius, enquanto que no Ciclo Vulgate lhe dá a morte na França,  também numa batalha contra os Romanos.